# Josep Gassó Espina
Josep Gassó Espina (Barcelona, 10 d'abril de 1951 - 9 de desembre de 2024) fou un pedagog català, president de la Fundesplai (Fundació Catalana de l'Esplai), i referent de l'educació en el lleure a Catalunya.
Al llarg de la seva trajectòria, va treballar per fer front a les desigualtats socials infantils a Catalunya, així com l'apropament a la natura per part d'infants, joves i famílies vulnerables. Va abogar pel treball en xarxa dins el Tercer Sector, impulsant la col·laboració entre entitats, institucions i empreses.

## Trajectòria
Es va iniciar en el món del lleure amb 17 anys al barri de Bellvitge (l’Hospitalet de Llobregat) amb una tasca d'acompanyament a menors en situació de risc social. La seva trajectòria s’inicià amb la creació del Club Infantil i Juvenil de Bellvitge (1969), projecte guardonat amb la Creu de Sant Jordi l'any 1995, i que oferia als infants i joves del barri uns espais dignes per a les activitats de lleure. Va donar un impuls a l’agrupació dels esplais del Baix Llobregat en el Movibaix (1984), llavor de la Federació Catalana de l’Esplai (1996), d’àmbit català, per treballar conjuntament pel reconeixement de les entitats de lleure.
Va presidir Fundesplai  des de la seva fundació l'any 1996, a partir de dècades d'experiències prèvies de base que ja havien anat cristal·litzant en entitats com l’Associació Catalana de Cases de Colònies, Serveis d’Esplai, Suport Associatiu, el Movibaix i l’Escola del Baix.
Més enllà del món educatiu i del lleure, es vinculà també al món social i fou president de la Plataforma d’ONG d’Acció Social (1998-2003), que aplega les principals organitzacions socials de l’Estat, i va ser fundador i vicepresident de la Liga Iberoamericana de Organizaciones de la Sociedad Civil (1999-2018). També va presidir la Fundación Esplai d’àmbit estatal fins a l’any 2017, i va ser un dels impulsors de la creació de la Taula d'entitats del Tercer Sector Social de Catalunya (2003).